# FK Mladost Velika Obarska
FK Mladost Velika Obarska (cyr. Фудбалски клуб Младост Велика Обарска) – bośniacki klub piłkarski, mający siedzibę we wsi Velika Obarska, w Republice Serbskiej.

## Historia
Chronologia nazw:
- 1948–1956: DTV Partizan Velika Obarska (serb. ДТВ „Партизан“)
- 1956–...: FK Mladost Velika Obarska

Klub został założony w 1948 roku jako DTV Partizan. Od 1956 do sezonu 1974/75 jako Mladost występował w lidze regionalnej Semberije. Następnie awansował do Okręgowej Ligi Brczko, w której rywalizował aż do jej reorganizacji w latach siedemdziesiątych, kiedy to została utworzona Liga Semberska. Od sezonu 1984/85 klub występował w międzygminnej lidze Brczko. W sezonie 1986/87 zdobył w niej mistrzostwo, więc zakwalifikował się do Strefowej Ligi Brczko. W sezonie 1989/90 został nowym mistrzem, co było najwyższym sukcesem klubu w tamtym czasie, awansując do grupy „Północ” ligi regionalnej Bośni i Hercegowiny, w której grał z dużym sukcesem aż do 1992 roku, kiedy nastąpił rozpad Jugosławii.
Zespół został pierwszym zwycięzcą Pucharu Semberije w 1963 roku, a w 1985 osiągnął najlepszy wynik w rozgrywkach Pucharu „Zadrugar”, kiedy dotarł do ćwierćfinału prestiżowego trofea.
Po powstawaniu FSRS klub startował w drugiej lidze w grupie Bijeljina w sezonie 1995/96, kiedy zajął siódme miejsce. Następny sezon zakończył na dziesiątej lokacie i spadł do trzeciej ligi. W sezonie 1997/98 zespół zdobył pierwsze miejsce w grupie Semberije, Majevice i Biracz i wywalczył awans do drugiej ligi.
W drugiej lidze spędził trzy sezony, a najlepszy wynik w sezonie 1999/00, kiedy to zajął drugie miejsce w grupie „Centrum”. Następne siedem lat klub startował w trzeciej lidze, w grupie Bijeljina, aż do sezonu 2007/08, gdy zdobył pierwsze miejsce w grupie Kriszka, a potem w barażach z drużynami Lopar Majevica i Gaj Semberije wywalczył awans do drugiej ligi.
W Pucharze Republiki Serbskiej największy sukces został osiągnięty w sezonie 1993/94, kiedy to w ćwierćfinale został zatrzymany przez FK Kozara Gradiška.
W sezonie 2011/12 wywalczył mistrzostwo w drugiej lidze i awansował do pierwszej ligi Republiki Serbskiej. W pierwszym sezonie 2012/13 klub zdobył tytuł mistrza Republiki Serbskiej, po czym awansował do Premijer ligi Bośni i Hercegowiny.

## Sukcesy

### Trofea międzynarodowe
Nie uczestniczył w rozgrywkach europejskich (stan na 31-05-2013).

### Trofea krajowe
Bośnia i Hercegowina
| \| \| Zdobyte trofea w rozgrywkach Bośni i Hercegowiny (stan na: 31-05-2013) \| |                                                                        |      |          |
| Rozgrywki                                                                       | Osiągnięcie                                                            | Razy | Sezon(y) |
| Mistrzostwo                                                                     | I miejsce                                                              | 0    |          |
| Mistrzostwo                                                                     | II miejsce                                                             | 0    |          |
| Mistrzostwo                                                                     | III miejsce                                                            | 0    |          |
| Mistrzostwo                                                                     | ? miejsce                                                              | 1    | 2014     |
| Puchar                                                                          | zdobywca                                                               | 0    |          |
| Puchar                                                                          | finalista                                                              | 0    |          |
| II liga                                                                         | I miejsce                                                              | 1    | 2013     |
| II liga                                                                         | II miejsce                                                             | 0    |          |
| II liga                                                                         | III miejsce                                                            | 0    |          |
| Bośnia i Hercegowina                                                            | Zdobyte trofea w rozgrywkach Bośni i Hercegowiny (stan na: 31-05-2013) |      |          |

- Druga liga Republiki Serbskiej:
  - mistrz (1): 2012
  - 3. miejsce (1): 2011

- Puchar Republiki Serbskiej:
  - ćwierćfinalista (1): 1994

## Stadion
Klub rozgrywa swoje mecze domowe na stadionie Gradskim w Velikiej Obarsce, który może pomieścić 1,000 widzów.